# Fadhili William
Fadhili William Mdawida plus connu sous le simple nom de Fadhili William fut un compositeur, chanteur, guitariste solo kényan ayant introduit l'utilisation de la guitare électrique et le twist en Afrique de l'Est. Il est surtout admis par la plupart comme étant le compositeur de la chanson à succès Malaïka.

## Biographie

### Jeunes années
Il nait le 11 novembre 1938 à Mombasa de l'union de Ramadhan Mwamburi avec Halima Wughanga.

Dès son enfance, passée dans un village des environs de Taveta dans l'actuelle province de la côte au Kenya, le jeune Fadhili est plongé dans l'univers de la musique. Ramadhan, son père, (décédé en 1945) est un musicien traditionnel taita et, lui-même, fait partie de la chorale de son école primaire.

En 1953, alors qu'il est étudiant à la Pumwani Secondary School dans le district de Nairobi, Halima, sa mère, lui offre sa première guitare de marque Gallotone. N'ayant pas les moyens financiers de payer les services d'un professeur, il devient autodidacte en écoutant la radio et en reprenant les riffs de ses idoles. Voulant devenir musicien comme trois de ses frères (Ali Harrison Mwataku, Esther John et Mumba Charo) et, se sentant suffisamment formé, il abandonne ses études pour rejoindre le groupe musical Form Three.

### Carrière
Il est rapidement remarqué, et engagé, comme guitariste, par Alexander Ayub le saxophoniste et meneur de la formation Chem Chem Kids. Il fait alors la connaissance des studios lorsque son groupe enregistre pour le label African Mercantile Company ainsi que de l'univers des tournées qui va l'emmener pendant un an en Ouganda.

De retour à Nairobi en 1955, il enregistre avec son frère Esther John et Fundi Konde son premier 45 tours dans les studios East African Records d'Eric Blackart. Ce disque comprend deux compositions personnelles, Mwanamali wa maridadi et When you visit Taita. Le succès fut tel qu'Eric Blackart l'engage en tant que son assistant personnel avec comme mission principale la découverte de nouveaux talents.
C'est en 1958 qu'il chante pour la première fois à la station de radio African Broadcasting Services dans une émission appelée The Voice of Kenya et diffusée en direct ce qui deviendra, non seulement son plus grand succès mais aussi la plus célèbre chanson jamais composée en Afrique de l'Est : Malaïka.

En 1959, il prend la tête du nouveau quatuor les Jambo Boys et enregistre, jusqu'en 1962, aux East African Records. C'est en 1960 qu'il enregistre pour la première fois, avec son groupe et Fundi Konde, la chanson Malaïka.

En 1962, l'Anglais Charles Worrod crée l'Equator Sounds Studio, engage les Jambo Boys, qu'il renomme Equator Sounds Band et fait réenregistrer Malaïka avec le but d'en faire un succès international. Ce qu'il réussit.
En 1974, Charles Worrod est obligé de fermer Equator Sounds Studio et de quitter le Kenya car une nouvelle loi interdit aux non-Kényans d'exercer une activité économique et il refuse d'opter pour la nationalité kényane. Fadhili William se tourne alors vers Polygram pour qui il travaille pendant cinq ans comme preneur et arrangeur de sons. Ce nouvel emploi l'amène, non seulement, à collaborer avec des orchestres comme Morogoro Jazz ou Simba Wanyika mais aussi avec Samba Mapangala, Cliff Richard, Louis Armstrong ou certains membres de l'ex-groupe The Beatles.
En 1979, il part aux États-Unis avec une délégation officielle du gouvernement kényan mais, au lieu de rentrer en Afrique, y reste un an dans le but de connaitre les rythmes musicaux nouveaux. En 1980, il rentre à Nairobi et anime des clubs et hôtels de luxe au Kenya et en Tanzanie.

Frustré par l'incapacité de réussir une réelle carrière internationale en restant en Afrique de l'Est, il retourne aux États-Unis en 1987 et s'installe dans le New Jersey. Il enregistre peu mais compose beaucoup. Malheureusement, toutes ses partitions sont détruites dans l'incendie du studio d'enregistrement.

Le 27 juin 1997, il participe au spectacle donné par Les Wanyika et Samba Mapangala à Boston lors de leur tournée aux États-Unis. La même année, il rentre définitivement au Kenya et recommence à animer, avec le Pressman Band, des soirées dans les clubs et hôtels de Nairobi jusqu'en novembre 2000 lorsqu'il est hospitalisé une première fois.

### Décès
En décembre 2000, il est hospitalisé une seconde fois à l'hôpital universitaire de Nairobi (Nairobi Hospital) où il meurt d'une infection pulmonaire le 11 février 2001. Il est enterré au cimetière musulman de Kariokor à Nairobi.

### Vie privée
De confession musulmane, Fadhili William était aussi polygame, il avait une épouse à Nairobi et une autre, aussi de nationalité kényane, dans le New Jersey avec qui il eut, en 1994, une fille prénommée Malaïka. Au total, il était père de huit enfants.

## Discographie
Cette discographie n'est pas exhaustive. Fadhili William est le compositeur de plus de deux cents chansons.

### De son vivant
Label East African Records (45 tours, face A / B)
- 1955 :
  - Mwanamali wa maridadi / When you visit Taita
- 1960 :
  - Malaika / ?
  - Taxi driver / ?

Labels Equator Records et Equator International (45 tours, face A / B)
- 1962 :
  - Harambee / Bibi Moupe
  - Malaika / Hakuna mwingine
- 1963 :
  - Wee Jane / Tucheze twist
  - Love me Baby / Step out, Lady
- 1965 :
  - Can't believe it / Golden Ringlets
- 1966 :
  - Malaika / Njoo, honey njoo (avec Mona Miller)
  - Nitwa kugeithia / Haicia Bendera (avec Joseph Gitau)
  - Think first / Taxi driver
- 1969 :
  - Wach awacha Japuoni et Nyiwa makawuono
  - Nyanam / Lek (avec Kabaselleh)

Label EMI (33 tours, Malaïka - Dr. Fadhili William & Malaika Boys)
- Année inconnue
  - face A : Zailai-Zailai, Jifunze mengi ya dunia, Taxi driver, Ewe Malaika, Baby I love you
  - face B : Malaika, Pete ni Alama, Unavyosema, Nimebaki pweke, Waniua-ua

### Posthume

#### Album sur CD
- Fadhili William Mdawida : 1963 – 1967 2005 (label Music Copyright Society of Kenya)
  - 1. Wee Jane ; 2. Tucheze Twist ; 3. Sofia Town ; 4. Sina Kibamba ; 5. Safari Ya Amerika ; 6. Rose Nyambura ; 7. Nilikuta Kufuli ; 8. Njoo Upesi Mpenzi Rukia ; 9. Alima Wangu ; 10. Big City Blues ; 11. Hakuna Kazi ; 12. Malaika’s Daughter ; 13. Umoja Ni Nguvu ; 14. Rudi Rudi ; 15. La La La ; 16. Shika Jembe ; 17. Usiringe ; 18. Natafuta Wa Kuowa ; 19. Utanipa Nini Kijana ; 20. Aziza Poa Moto

#### Compilation sur vinyle
- Sound Images of Kenya 1983 (label Mount Kenya Safari Club)
  - Malaïka (titre n° 2 de la face A)

#### Compilations sur CD
- Before Benga vol 1 : Kenya Dry 1988 (label Original Music)
  - Mwanamali wa Maridadi (titre n° 23)
- Before Benga vol 2 : The Nairobi Sound 1983 (label Original Music)
  - Malaïka (titre n° 13)
  - Hakuna mwingine (titre n° 14)
  - When you visit Taita (titre n° 15)
- Grands courants des musiques urbaines africaines 1997 (label Night & Day)
  - Malaïka (titre n° 11)